# Klawer

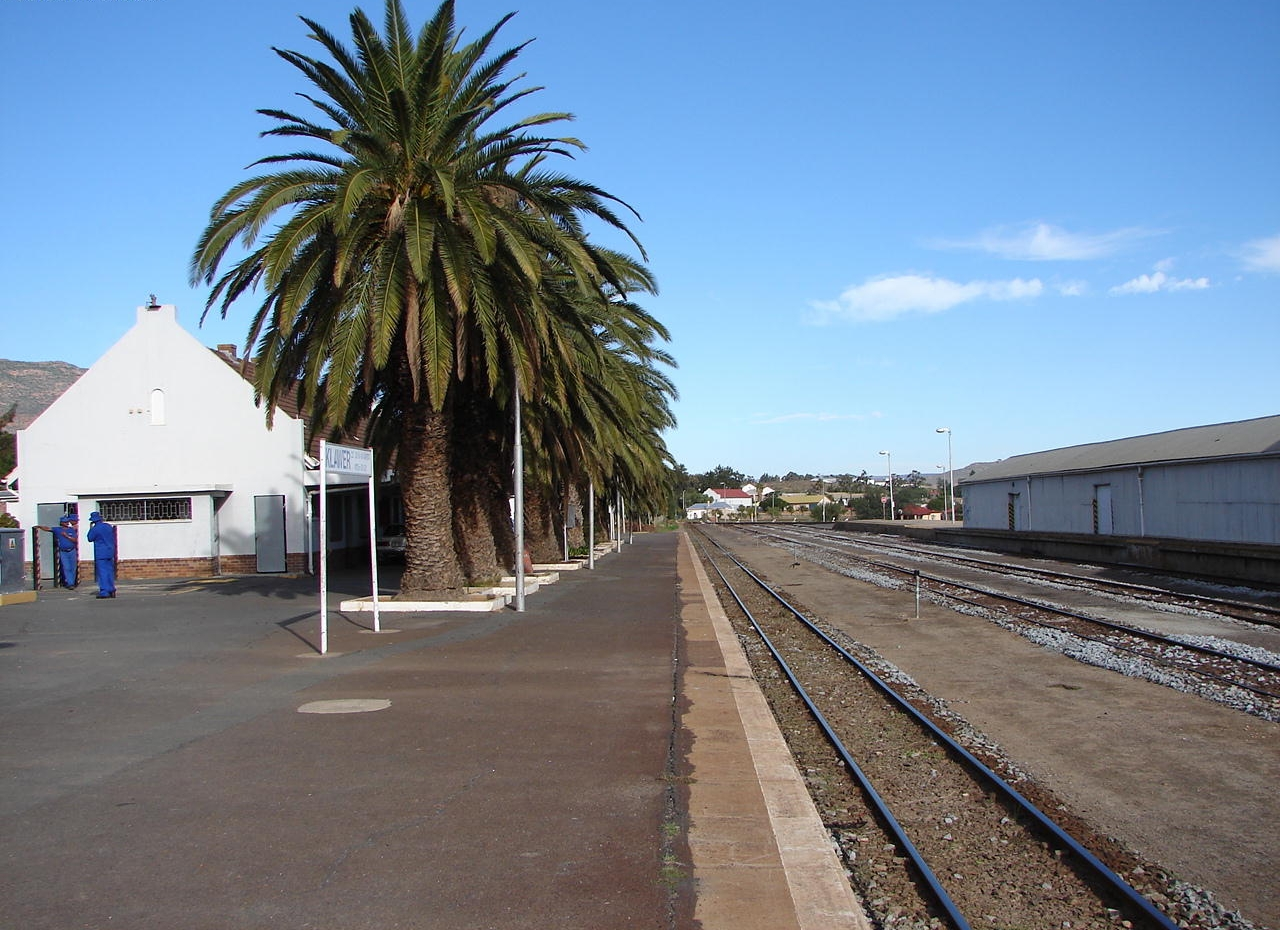

Klawer is een dorp met 6200 inwoners, in de Zuid-Afrikaanse provincie West-Kaap. Klawer behoort tot de gemeente Matzikama dat onderdeel van het district Weskus is.

## Subplaatsen
Het nationaal instituut voor de statistiek, Stats SA, deelt sinds de census 2011 deze hoofdplaats in in zogenaamde subplaatsen (sub place), c.q. slechts één subplaats:
Klawer SP.